# Enaria asperula
Enaria asperula är en skalbaggsart som beskrevs av Leon Fairmaire 1899. Enaria asperula ingår i släktet Enaria och familjen Melolonthidae. Inga underarter finns listade i Catalogue of Life.